# 新立街道 (天津市)
新立街道，是中华人民共和国天津市东丽区下辖的一个乡镇级行政单位。

## 行政区划
新立街道下辖以下地区：
民航大学社区、驯海里社区、枫景家园社区、金隅悦园社区、汇海里社区、格兰苑社区、秀欣园社区、金域华府社区、新立花园社区、海雅园社区、丽晟社区、丽昕社区、融创社区、蓝庭社区、丰和社区、新立村、四合庄村、中河村、张贵庄村、西扬村、东扬场村、邢圈村、新兴村、宝元村、泥窝村和中国民航大学社区。